# Alphonse
Alphonse en un atol que dona nom al grup Alphonse format per dos atols: el mateix Alphonse i l'atol Saint-François. Forma part de les Illes Exteriors de Seychelles. L'atol Alphonse només té una illa, anomenada també Alphonse.

## Geografia
Alphonse es troba 87 quilometres (54 milles) al sud del Banc Amirantes, del qual està separada per aigües profundes. És a una distància de 400 km al sud de Victoria, Seychelles. Alphonse es troba a només dos quilometres (1.2 milles) al nord de l'atol Saint-François, separada d'aquest per un profund canal. L'atol té una sola illa, l'illa Alphonse, amb una població de 82 persones.
L'àrea de l'illa és 1.71 quilometres quadrats (0.66 milles quadrades). La superfície total de l'atol és de 5.5 quilometres (3 milles) de diàmetre, 19 quilometres quadrats (7 milles quadrades), incloent-hi l'escull i la llacuna.

## Història
En 1562 el conjunt del grup Alphonse (Alphonse, Saint François i Bijoutier) va ser batejat amb pels portuguesos com San Francisco. El Cavaller Alphonse de Pontevez el comandant francès de la fragata Le Lys va visitar l'illa el 27 de juny de 1730 i li va donar el seu propi nom. L'endemà va visitar la veïna illa de San Francisco que va anomenar Saint François possiblement pel nom portuguès del grup.
Un petit hotel es va construir a l'illa Alphonse el 1998, especialitzat en la pesca amb mosca
l'illa té una plantació privada que es va inaugurar l'any 1999 pel públic. El 2007 va ser comprada en un 50% per LUX Hotels (branca de Desroches), i el lodge va ser renovat. El 2016, a causa de les dificultats econòmiques, LUX Hotels va posar a la venda el seu 50% de propietat, mentre el propietari de l'altra 50%, Great Plains Group vol mantenir la seva quota; el Collins Group, que és l'actual millor postor pel Ressort d'Alphonse Island, vol tenir la totalitat de la propietat (100%).
El seu pla pel ressort és ampliar-lo, i afegir-hi viles residencials, per una població total d'entre 300-400 persones.

## La Flora i la Fauna
El 2007, la Island Conservation Society va establir un centre de conservació a Alphonse per gestionar la conservació de l'illa i de la veïna Saint François.
Baldrigues del Pacífic es veuen a l'illa, tot i la presència de rates i gats. El bec de corall senegalès (probablement introduït) no es troba en cap altre lloc Seychelles altres que Mahé i La Digue i a Alphonso on se'n van va introduir també pardals. L'aïllament d'Alfons actua com un imant per a les aus migratòries i el Seychelles Bird Records Committee ha gravat més espècies d'aus aquí que en qualsevol altre lloc del sud excepte Aldabra, incloent-hi l'únic registre de fredeluga gregària de tot l'hemisferi sud i el primer registre del país de Territ gros, Morell de plomall i mosquiter comu.

## Transport
L'illa és travessada per una pista de 1,220 metres (4,000 ft) Alfons Aeroport (OACI codi:FSAL) que creua l'illa en diagonal. L'aeròdrom va ser renovat l'any 2000, i ara és servit una vegada a la setmana per Air Seychelles des de Mahé.

## Economia
La majoria dels vilatans treballen al ressort, però el seu futur, actualment no és clar. La resta es dedica a l'agricultura, la ramaderia i la pesca, principalment per consum de l'illa. Hi ha alguns papaiers, plataners, sisals, i un camp de cotó, que es va mantenir des de l'època de les plantacions a l'illa, i és mantingut ara pels vilatans.

### Alfons Island Pearl Farm
El govern de les Seychelles té previst obrir una granja de perles a l'illa l'any 2017, per tal que els vilatans tinguin un treball sostenible.

## Turisme
L'illa alberga restaurants, un centre de busseig, un centre de pesca amb mosca, 2 botigues de records, una clínica, una tenda de lloguers de motos i bicicletes, i diversos altres llocs d'interès.

## Galeria d'imatges

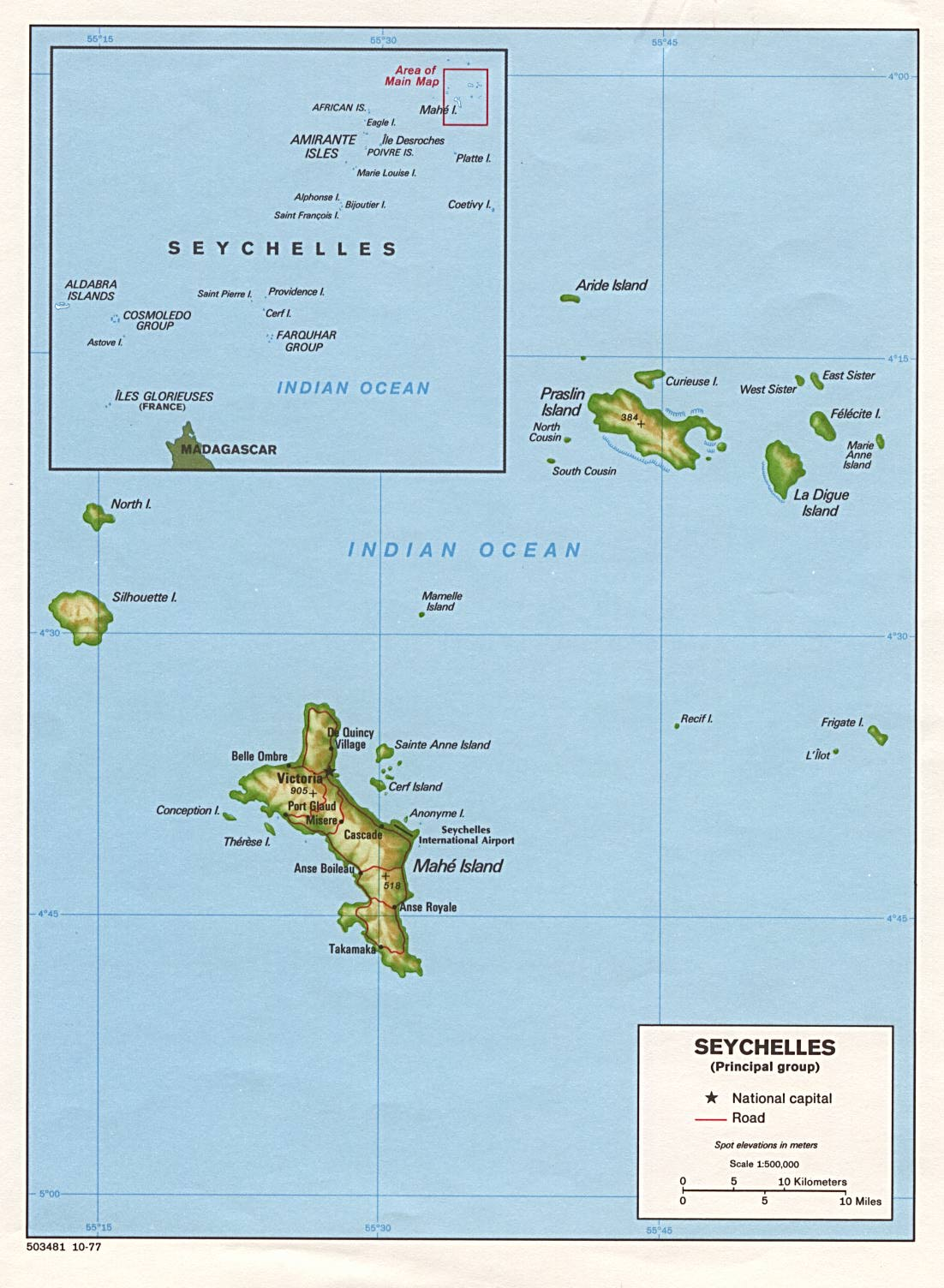
Mapa general
Mapa del Districte
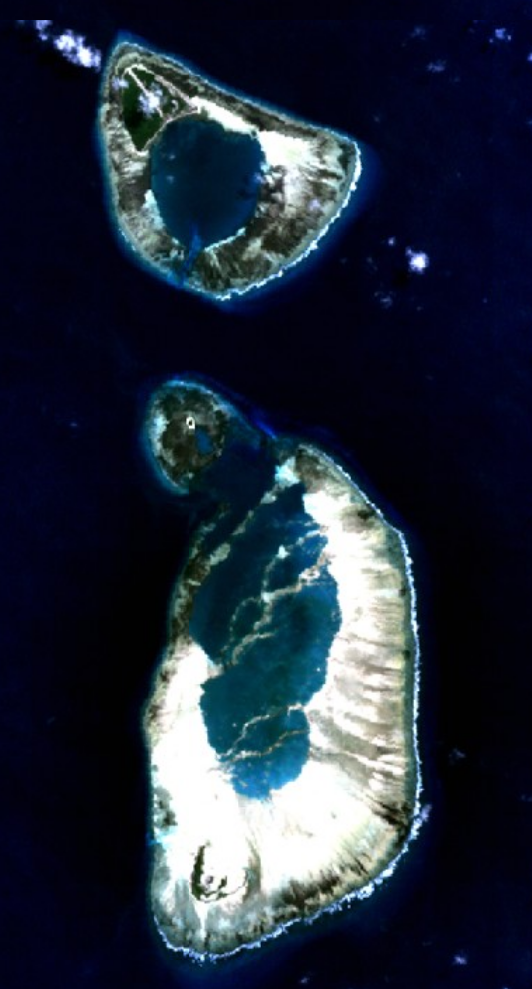
Imatge per satèl·lit del grup Alphonse (Alphonse Atol nord)